# Mala (Perú)
Mala es una ciudad peruana, capital del distrito homónimo, ubicado en la provincia de Cañete en el departamento de Lima. Administrativamente se halla en la circunscripción del Gobierno Regional de Lima. Está a una altitud de 30 m s. n. m. Para el año 2015 tenía una población estimada de 53 532 hab., lo que la convertía en la cuadragésima quinta ciudad más poblada de país. Se encuentra a 85 km de Lima.
Su valle es conocido por el cultivo de plátanos.
En el 2017 el río Mala se desbordó afectado sembríos, calles y edificios.

## Clima
| Parámetros climáticos promedio de Mala (territorios entre 0 - 500 m s. n. m.). | Parámetros climáticos promedio de Mala (territorios entre 0 - 500 m s. n. m.). | Parámetros climáticos promedio de Mala (territorios entre 0 - 500 m s. n. m.). | Parámetros climáticos promedio de Mala (territorios entre 0 - 500 m s. n. m.). | Parámetros climáticos promedio de Mala (territorios entre 0 - 500 m s. n. m.). | Parámetros climáticos promedio de Mala (territorios entre 0 - 500 m s. n. m.). | Parámetros climáticos promedio de Mala (territorios entre 0 - 500 m s. n. m.). | Parámetros climáticos promedio de Mala (territorios entre 0 - 500 m s. n. m.). | Parámetros climáticos promedio de Mala (territorios entre 0 - 500 m s. n. m.). | Parámetros climáticos promedio de Mala (territorios entre 0 - 500 m s. n. m.). | Parámetros climáticos promedio de Mala (territorios entre 0 - 500 m s. n. m.). | Parámetros climáticos promedio de Mala (territorios entre 0 - 500 m s. n. m.). | Parámetros climáticos promedio de Mala (territorios entre 0 - 500 m s. n. m.). | Parámetros climáticos promedio de Mala (territorios entre 0 - 500 m s. n. m.). |
| Mes                                                                            | Ene.                                                                           | Feb.                                                                           | Mar.                                                                           | Abr.                                                                           | May.                                                                           | Jun.                                                                           | Jul.                                                                           | Ago.                                                                           | Sep.                                                                           | Oct.                                                                           | Nov.                                                                           | Dic.                                                                           | Anual                                                                          |
| ------------------------------------------------------------------------------ | ------------------------------------------------------------------------------ | ------------------------------------------------------------------------------ | ------------------------------------------------------------------------------ | ------------------------------------------------------------------------------ | ------------------------------------------------------------------------------ | ------------------------------------------------------------------------------ | ------------------------------------------------------------------------------ | ------------------------------------------------------------------------------ | ------------------------------------------------------------------------------ | ------------------------------------------------------------------------------ | ------------------------------------------------------------------------------ | ------------------------------------------------------------------------------ | ------------------------------------------------------------------------------ |
| Temp. máx. media (°C)                                                          | 27.4                                                                           | 28.5                                                                           | 28.3                                                                           | 26.6                                                                           | 23.4                                                                           | 20.9                                                                           | 19.9                                                                           | 20                                                                             | 20.6                                                                           | 22                                                                             | 23.5                                                                           | 25.6                                                                           | 23.9                                                                           |
| Temp. media (°C)                                                               | 22.6                                                                           | 23.6                                                                           | 23.2                                                                           | 21.5                                                                           | 18.9                                                                           | 17.1                                                                           | 16.3                                                                           | 16.2                                                                           | 16.7                                                                           | 17.7                                                                           | 18.9                                                                           | 20.8                                                                           | 19.5                                                                           |
| Temp. mín. media (°C)                                                          | 17.8                                                                           | 18.7                                                                           | 18.1                                                                           | 16.5                                                                           | 14.5                                                                           | 13.4                                                                           | 12.8                                                                           | 12.4                                                                           | 12.8                                                                           | 13.3                                                                           | 14.4                                                                           | 16                                                                             | 15.1                                                                           |
| Fuente: climate-data.org                                                       |                                                                                |                                                                                |                                                                                |                                                                                |                                                                                |                                                                                |                                                                                |                                                                                |                                                                                |                                                                                |                                                                                |                                                                                |                                                                                |

## Lugares de interés
- Sitio Arqueológico El Salitre[6]

## Cultura
- Festival del Plátano de Isla Maleño[7]

### Deporte
- Estadio Municipal de Mala.
- Club Sport Nacional Mala[8]